# بروس غوف
بروس غوف (بالإنجليزية: Bruce Goff)‏ هو مهندس معماري وأستاذ جامعي أمريكي، ولد في 8 يونيو 1904 في كانساس في الولايات المتحدة، وتوفي في 4 أغسطس 1982 في تايلر في الولايات المتحدة.